# H2 (manga)
H2 (エイチ・ツー Eichi Tsū) là một manga Nhật Bản của tác giả Adachi Mitsuru, miêu tả về những trận bóng chày sôi động của trường trung học, đồng thời với các trận bóng là tình bạn, tình yêu của các cô bé, cậu bé trung học. Truyện được chuyển thành anime và có độ dài là 41 tập, ngoài ra nó còn được chuyển thể sang phim truyền hình (11 tập),được đạo diễn bởi Yuki Tsutsumi.

## Nội dung
Trong quãng thời gian cấp II, Kunimi Hiro (tay ném bóng), Tachibana Hideo (người giữ chốt thứ 3 và cũng là tay đập chủ lực) và Noda Atsushi (người chụp bóng) là những người bạn trong cùng một CLB bóng chày. Với những gì mà bộ ba này làm được, trường của họ đã lập được kỉ lục bất bại trong suốt các mùa giải. Tuy nhiên, sau khi gặp chấn thương, một bác sĩ đã bảo với Hiro rằng cậu ta không thể tiếp tục ném bóng được nữa, nếu không muốn vỡ khuỷu tay trong ba tháng. Cũng y như vậy, Noda cũng bị chẩn đoán là sẽ kết thúc sự nghiệp với chấn thương thắt lưng, vẫn của ông bác sĩ đó... thế là tiêu tan giấc mộng Koushien của họ. Cả hai đã chọn trường trung học Senkawa, nơi mà bóng chày bị hắt hủi, và không có cả CLB. Mặt khác, Hideo đã đến học tại trường Meiwa Daiichi, một trong những trường có thành tích về bóng chày cao nhất nước, cùng với Amamiya Hikari, bạn gái của Hideo (cũng là bạn thuở nhỏ của Hiro). Hiro quyết định tham gia vào CLB bóng đá, còn Noda thì vào CLB bơi lội. Sau đó thì ông bác sĩ mà đã chẩn đoán cho Hiro và Noda bị bắt vì giả danh làm bác sĩ, thế là Hiro và Noda trở lại với bóng chày. Việc đầu tiên họ cần làm là thuyết phục được ông hiệu trưởng khó tính (lại ghét cay ghét đắng bóng chày). Koga Haruka, nữ quản lý của CLB những người yêu bóng chày, đã góp sức rất nhiều trong việc gầy dựng nên CLB bóng chày trường Senkawa.
Thông qua một người quen, Haruka đã thuyết phục được ông hiệu trưởng khó tính cho phép thành lập CLB bóng chày với điều kiện họ phải đánh bại được một đội bóng do ông ta chỉ định. Và bất ngờ đó chính là đội Meiwa Dai'ichi, đội của anh chàng Hideo. Mặc dù không may là sau cùng đội Senkawa vẫn thua, nhưng vị hiệu trưởng vẫn cho phép thành lập CLB bóng chày – và cũng chính là cho Yanagi, con trai ông, quay lại với bóng chày.
Vị hiệu trưởng cũng đã mời Koga Fujio, anh trai của Haruka, làm huấn luyện viên cho đội. Trận đấu đầu tiên của họ là với Eikyo, đội bóng có tay ném siêu hạng Hirota, và đã đánh bại Senkawa một cách dễ dàng.
Năm thứ 2 trung học, CLB bóng chày non trẻ đã có thêm sự bổ sung đáng kể là Sagawa, Shima, và Ohtake. Sagawa chính là người bạn cũ của Hideo, trong khi đó 2 người còn lại là họ hàng của Hirota. Mặc dù kế hoạch của Hirota là dùng 2 người họ nhằm làm suy yếu Senkawa, nhưng họ đã dần trở nên gắn bó với Senkawa. Trong trận chung kết vòng loại Koushien, Senkawa đã đánh bại được Eikyo và giành chiếc vé đại diện cho Bắc Tokyo đến tranh tài tại Koshien.
Trong vòng chung kết mùa giải ở Koushien, Senkawa sẽ gặp đội Meiwa nếu thắng 2 đội nữa. Đó sẽ là cuộc đấu giữa 2 cầu thủ được trông đợi nhất mùa giải, Hiro và Hideo, tuy vậy Senkawa đã để thua Iba Shogyo trong lượt trận thứ 2. Sau trận trận thua tức tưởi của Senkawa, vì tay ném Hiro đã gặp chấn thương ở chân, Meiwa đã chiến thắng ở mùa giải đó.
Tuy nhiên, một năm sau đó, Senkawa đã trở lại với nguồn sức mạnh tràn trề. Hiro và Hideo cuối cũng đã có cơ hội so tài với nhau trong lượt trận bán kết. Hiro đã ném cú quyết định trong trận chiến của 2 kì phùng địch thủ và cũng là tình địch và là 2 người bạn thân nhất. Kết quả Senkawa chiến thắng và giành vé vào trận chung kết. Các nhân vật chính cũng xác định lại rõ ràng tình cảm của mình và truyện kết thúc.

## Nhân vật chính
- Kunimi Hiro (国見 比呂, くにみ ひろ)

Lồng tiếng anime: Shinnosuke Furumoto
Diễn viên: Takayuki Yamada
Hiro là tay ném số một của giải bóng chày cấp 2 Nhật Bản. Ước mơ của Hiro cũng như các tuyển thủ bóng chày khác là được thi đấu và giành chiến thắng tại Koshien, sân vận động diễn ra Vòng chung kết bóng chày toàn quốc. Sau khi bác sĩ chẩn đoán là cậu sẽ vỡ khủyu tay nếu tiếp tục chơi bóng, Hiro chuyển đến học tại trường cấp 3 Senkawa, nơi không có câu lạc bộ bóng chày để có thể từ bỏ giấc mơ Koshien. Tại đây, Hiro đăng ký tham gia tổ bóng đá. Tuy nhiên, khi biết tay bác sĩ đó hóa ra là một tên lừa đảo và chấn thương của cậu đã hoàn toàn bình phục mà không để lại di chứng gì, Hiro đã quay lại với bóng chày. Cậu cùng Noda, Haruka, Kine, Yanagi và các bạn khác trong Hội những người yêu bóng chày gây dựng nên đội bóng chày Senkawa. Từ 1 trường không có cả tổ bóng chày, Senwaka trở thành đội đại diện cho Bắc Tokyo giành vé tham dự giải tại Koshien.
Từ nhỏ Hiro luôn lớn chậm hơn các bạn cùng trang lứa. Vì thế đến khi Hiro bắt đầu nhận ra tình cảm với cô bạn thanh mai trúc mã Hikari thì Hikari đã là bạn gái của Hideo-người bạn thân, đồng đội của Hiro trong độ bóng chày thời cấp 2. Khi Hiro vào học tại Senkawa, cậu bắt đầu phát triển tình cảm mới với Koga Haruka. Trước trận đấu giữa Senkawa và Meiwa, Hideo đã yêu cầu Hikari chọn lựa lại lần nữa giữa cậu và Hiro. Trong trận đấu định mệnh giữa 2 thiên tài bóng chày ấy, Hiro đã ném cú bóng quyết định, giành chiến thắng trước Hideo và quyết định từ bỏ mối tình đầu của mình với Hikari.
Tên của Hiro trong tiếng Nhật phát âm giống Hero (anh hùng) trong tiếng Anh. Sinh nhật của cậu là ngày 16/1 theo tập 20. Cả Hikari và Haruka đều dùng ngày sinh của Hiro là mật khẩu cho vali đựng đồ của mình.
Ngoài tài năng và niềm đam mê bóng chày, Hiro là một anh chàng có máu "ba lăm". Một trong những sở thích của cậu là xem sách báo và phim đen.
- Tachibana Hideo (橘 英雄, たちばな ひでお)

Lồng tiếng anime: Mitsuru Miyamoto
Diễn viên: Koutaro Tanaka
Hideo là bạn thân và cũng là đối thủ lớn nhất của Hiro. Hideo, tay đập chủ lực và Hiro, tay ném chủ lực là hai cái tên lừng lẫy nhất làng bóng chày cấp 2. Đội bóng của cả hai đã giành chiến thắng giải toàn quốc với thành tích bất bại. Lên cấp 3, Hideo vào học tạ Meiwa Daiichi, một trường cấp 3 danh tiếng về bóng chày của Nam Tokyo. Khi biết tay bác sĩ khám cho Hiro và Noda là kẻ lừa đảo, Hideo bảo hai người chuyển đến Meiwa để cả ba có thể lại là đồng đội và tiếp tục giấc mơ Koshien nhưng Hiro và Noda đã từ chối (với lý do: nếu đội bóng nào có cả ba thì kết quả giải bóng chày cấp ba còn gì hấp dẫn nữa). Theo suy nghĩ của Noda, Hideo và Hiro, ông trời thật sự muốn chứng kiến cuộc so tài giữa Hideo và Hiro.
Hideo là bạn trai của Hikari từ giữa cấp hai. Chính Hiro đã giới thiệu hai người với nhau vì ngày ấy Hideo rất nhát, không dám bắt chuyện với Hikari. Hideo luôn tin tưởng Hiro trong cả bóng chày và trong chuyện tình cảm với Hikari. Khi cậu biết tình cảm của Hiro và Hikari không chỉ đơn thuần là tình bạn từ thuở nhỏ, Hideo đã yêu cầu Hikari chọn lựa lại sau trận đấu định mệnh giữa Meiwa và Senkawa. Lúc Hiro ném cú quyết định, Hideo tin rằng đó sẽ là một cú bóng thẳng, nhưng trong giây cuối cùng lại do dự và nghi ngờ là forkball. Cậu đã thua Hiro trong trận đấu đó. Sau trân đấu, Hideo xác định lại chuyện tình cảm của mình với Hikari và hiểu ra người cần Hikari nhất chính là cậu.
Tên Hideo trong tiếng Nhật cũng có nghĩa là anh hùng.
Hideo là con ông chủ của hàng bia rượu nhưng không biết uống rượu, chỉ cần ngửi thấy hơi bia là cậu xỉn ngay. Hideo cũng là một anh chàng chững chạc và rất ngăn nắp so với Hiro và Noda bừa bộn. Sinh nhật cậu là 6/11.
- Amamiya Hikari (雨宮 ひかり, あまみや ひかり)

Anime: Keiko Imamura
Phim truyền hình: Yui Ichikawa
Hàng xóm và là bạn từ ngày nhỏ của Hiro. Thuở nhỏ, mọi người vẫn thường nhầm Hikari là chị của Hiro vì cô luôn lo lắng, chăm sóc cho Hiro và Hiro cũng vốn nhỏ con hơn bạn cùng trang lứa. Hikari hẹn hò với Hideo từ cấp 2 nhưng dường như cũng có những tình cảm trên mức tình bạn đối với Hiro. Hiro thường nói đã quá trễ khi đề cập đến tình cảm của cậu dành cho Hikari. Chính Hakari cũng từng thừa nhận rằng đến khi Hiro bắt đầu biết yêu thì bên cạnh Hikari đã có Hideo. Hakari là người hiểu Hiro nhất và cũng chỉ ở bên Hiro, một Hikari mạnh mẽ mới có thể khóc (khi mẹ Hikari mất). Sau trận đấu của Hideo với Hiro, Hikari đã xác định người cô muốn ở bên nhất là Hideo.
Nhà Hikari mở một quầy sách báo, nơi Hiro hay mò đến xem sách báo đen. Cô ước mơ trở thành một phóng viên thể thao và có thể viết những bài báo về sự nghiệp bóng chày thành công của Hiro và Hideo. Tại trường Hikari là thành viên tổ bắn cung, và là manager của tổ bóng chày từ giải mùa hè năm thứ hai của trường cấp 3. Sinh nhật cô là ngày 16/8.
- Koga Haruka (古賀春華, こが はるか)

Anime: Masami Suzuki
Phim truyền hình: Satomi Ishihara
Haruka là con gái sếp của bố Hiro. Haruka xuất hiện trong Manga là một cô bé hậu đậu, hay vấp ngã và đánh rơi đồ. Lần chạm mặt đầu tiên của Haruka và Hiro tại trường là khi Haruka va phải Hiro và hai người cầm nhầm cặp sách của nhau. Haruka hâm mộ bóng chày và cũng như các fan của bóng chày khác, ước mơ của Haruka là đội bóng của mình giành chiến thắng tại Koshien. Haruka là manager của hội yêu bóng chày Senkawa và đã cùng các thành viên khác gây dựng nên đội bóng chày Senkawa cho đến ngày được thi đấu tại Koshien.
Haruka phát triển tình cảm với Hiro (dám đề nghị hôn má Hiro nhưng ai ngờ Hikari đi ngang qua khiến 2 cô cậu thành hôn môi luôn). Là fan của bóng chày, ước mơ của Haruka là trở thành vợ của tuyển thủ bóng chày nổi tiếng và là tiếp viên hàng không trên chuyến bay đưa bạn trai đi thi đấu quốc tế. Sinh nhật cô là 3/3.

## Những đội bóng đáng chú ý trong Manga H2
Senkawa (千川): huấn luyện viên Koga Fujio, anh trai của Haruka. Senkawa là đội bóng chày chỉ mới được thành lập. Tuy nhiên với những cố gắng của Hiro, Noda, Yanagi và Koga đã gầy dựng nên một Senkawa lẫy lừng. Khi Hiro vào năm thứ hai của trung học, CLB có thêm 3 thành viên Shima Sagawa Ohtake. Khi Hiro sang tới năm thứ ba của trung học, rất nhiều học sinh năm đầu tham gia vào CLB bóng chày.
- Noda Atsushi (野田 敦（のだ あつし）): Là người bắt bóng, rồi thành tay đập cho Senkawa, Noda là người thứ ba trong nhóm bạn thân của Hiro và Hideo. Cậu khá to béo và lười biếng, tuy nhiên Hiro luôn nói rằng Noda là một catcher tốt: có khả năng đưa ra quyết định về mọi lĩnh vực và thấu hiểu tình trạng chung của đội. Thích đùa xung quanh và nói đểu bạn thân, nhưng cậu thực ra là một người tốt và thông minh, như đội phó của Senkawa. Noda đập khá tốt, tuy hiệu suất không cao nhưng có khả năng cân bằng tốt sức mạnh và thời gian bóng bay. Cậu là người hiểu Hiro hơn cả Hikari. Và hay cùng Hiro đi soi gái và xem phim đen.
- Kine Ryuutarou (木根 竜太郎（きね りゅうたろう）): Anh chàng có mái tóc dài như con gái. Hồi cấp 2 Kine là tay đập giỏi của clb Hakusan Angels. Tuy nhiên khi Hideo đến, cậu ganh tị và bắt hlv phải chọn cậu hoặc Hideo, và cậu bị đá luôn. Lên cấp 3 cậu là chân sút chủ lực cho clb bóng đá Senkawa. Rất sĩ diện, luôn quỵt tiền, hay nói dóc và cũng "dê" không kém Hiro, cậu làm mọi cách để thu hút Haruka nhưng không thành công. Vì sự khiêu khích từ Hideo, Kine gia nhập clb bóng chày. Luôn đi cùng Miho để phá hoại 2 cặp đôi, tuy nhiên sau này lại thành một cặp.
- Yanagi Morimichi (柳 守道（やなぎ もりみち）): Yanagi là con của hiệu trưởng của trường Senkawa. Cấp 2 anh chàng là một người chơi rất tốt, tuy nhiên lên cấp 3 lại vào trường này vì hứa với bố bỏ bóng chày để tập trung học. Tuy vậy cậu cũng đã thuyết phục được bố mình cho phép quay lại với bóng chày. Yanagi cũng có năng khiếu hội họa, cậu vẽ rất đẹp và hay vẽ Haruka.
- Sagawa Shuuji (佐川 周二（さがわ しゅうじ）): Là bạn thân hồi cấp 1 của Hideo. Anh của Sagawa là người đã dạy cho Hideo và Sagawa chơi bóng chày. Tuy vậy anh đã mất do tai nạn chỉ vì nhặt mũ của Hideo dưới sông trong ngày mưa bão, và cũng từ đó Sagawa và Hideo cũng ít chơi với nhau hơn. Hideo luôn tôn trọng và tin tưởng Sagawa đến mức nhờ Hikari làm bạn gái giả cho cậu. Lên cấp 3 cậu vốn không đi học nhưng Hiro đã thuyết phục được cậu vào Senkawa. Hồi cấp 2 Sagawa  từng bị Hirota chơi xấu và phải rời clb bóng chày.
- Ootake Fumio (大竹 文雄（おおたけ ふみお）): Ohtake là em họ của Hirota. Nhận thấy Senkawa ngày càng mạnh mẽ và tương lai sẽ là đối thủ khuất phục được Eikyou, Hirota "cài" Ohtake và Osamu vào Senkawa. Ohtake vốn là vdv quyền anh nên tay của cậu rất khỏe, từng làm báo chí dậy sóng vì 2 lần liên tiếp đập Home-run dù mới thi đấu. Cậu từng có ý định dằn mặt Hiro khi 2 người đấu thử boxing nhưng nhận ra không thể.
- Shima Osamu (島 オサム（しま オサム）): Osamu cũng là em họ của Hirota. Nhà cậu nợ nhà Hirota do vậy cậu phải nghe lời anh họ mình, có tình gây chấn thương đầu cho Hiro khi đang thi đấu. Từng là một vdv điền kinh giỏi, Osamu là thần tượng cho em trai cậu. Tuy vậy mối quan hệ của 2 anh em xấu đi khi Osamu bị nghi chơi xấu, khiến em cậu không còn tin tưởng anh mình nữa. Cuối cùng thì nỗi oan của Osamu cũng được làm rõ. Cùng với việc bố cậu khuyên cậu hãy chơi vì mình, cậu cùng Ohtake bật lại Hirota, giúp Senkawa chiến thắng trước Eikyou để giành vé đến Koushien.
- Koga Fujio (古賀 富士夫（こが ふじお）): Hlv của Senkawa, anh trai của Haruka, lớn hơn tận 12 tuổi. Anh từng là cầu thủ dưới tay hlv Shiroyama, nhưng không một lần nào được thi đấu. Tuy vậy nhãn quan chiến thuật của anh lại rất tốt, luôn đưa ra những quyết định chính xác giúp Senkawa non trẻ thi đấu không khác gì một đội mạnh.

Meiwa Dai'ichi (明和 第一): Là ngôi trường của Hideo và Hikari, Hideo chính là ngôi sao của CLB. Miho cũng là quản lý CLB cùng với Hikari. Vị huấn luyện viên của họ rất tốt với Hikari và Hideo.
Eikyo (栄京): đội bóng của tay ném bóng cự phách Hirota, được xem như là người ném bóng nhanh nhất của mùa giải Koushien với tốc độ 142 km/h (quả fastball). Nếu không có sự tiêu cực của vị huấn luyện viên Shiroyama thì họ đã có thể tiến xa ở Koushien.
Iba Shogyo (伊羽): tay ném chính Tsukigata Kouhei, tay đập bóng chính là Shimizu Jin, và là Fan hâm mộ của cả Hiro và Hideo. Cú ném bóng vòng cung của Tsukigata rất khó chịu và được anh điều chỉnh rất tốt. Đây là đội đã loại Senkawa.